# Talking Tom & Friends
Talking Tom & Friends é uma franquia de mídia criada pela empresa eslovena Outfit7. A franquia centra-se em vários aplicativos móveis que envolvem animais antropomórficos, repetindo coisas ditas pelo usuário. Seu primeiro aplicativo foi o Talking Tom Cat, lançado em julho de 2010. A partir de janeiro de 2017, os aplicativos alcançaram mais de 6,5 bilhões de downloads. É uma das aplicações mais populares.

## Personagens
- Talking Tom é um gato cinzento e o protagonista da franquia.[2] Tom é um gato de busca de aventura, descrito como o "gato mais popular do mundo".[3] Em seu aplicativo, ele é um personagem 3D interativo totalmente animado que os usuários podem agradar, picar e brincar nos aplicativos. Os usuários também podem fazer com que Tom repita o que eles dizem.[4] O aplicativo original, o Talking Tom Cat foi lançado em julho de 2010 para o iOS, seguido de perto por Talking Tom 2 em 2011.
- Talking Angela é o interesse amoroso de Tom, uma gata branca elegante mas de baixo humor com um amor de viajar e cantar.[5][6] Angela também apareceu em outros aplicativos na franquia de entretenimento da Outfit7: Tom's Love Letters (Cartas de Amor do Talking Tom) e Tom Loves Angela (Tom ama Angela)
- Talking Ginger é um gatinho laranja malicioso e divertido.[7]
- Talking Ben é um cão marrom que é descrito no seu aplicativo, o Talking Ben the Dog como "um professor de química irritado". Ele gosta de trabalhar no laboratório e o jogador pode agradá-lo e fazê-lo fazer ligações telefônicas, ou retirar-se para o laboratório onde ele faz experimentos que por vezes explodem.[8]
- Talking Hank é um cão branco com manchas azuis (um no olho direito, um na ponta da cauda e o outro na parte traseira). Ele foi apresentado em dezembro de 2014 no seriado de TV de mesmo nome da franquia e em janeiro de 2017 ganhou seu próprio aplicativo o My Talking Hank.

- Talking Becca é uma coelha cinzenta, colega de quarto da Angela e apaixonada pelo Hank, Becca teve a sua aparição no aplicativo My Talking Tom: Friends

- Talking Pierre é um pássaro verde com um bico amarelo que é bastante mal-humorado e irritante. Ele era principalmente um personagem que proporcionava alívio cômico em Talking Friends, assim como Hank.[9]
- Talking Gina é uma girafa de brinquedo recheada, que pertence ao Talking Ginger.

## Jogos
| Ano  | Jogo                               | Gênero           | Descrição |
| ---- | ---------------------------------- | ---------------- | --- |
| 2010 | Talking Tom Cat Talking Baby Hippo |                  | ??? |
| 2011 | Talking Ben the Dog                |                  | [ 13 ] [ 14 ] |
| 2011 | Talking Tom 2                      |                  | [ 15 ] |
| 2011 | Talking Tom and Ben News           |                  | Interaja com Tom e Ben enquanto repitam as palavras do usuário como novas âncoras. |
| 2011 | Talking Pierre                     |                  | Interaja com Pierre the Parrot, que também compõe suas próprias frases e toca riffs de guitarra. |
| 2012 | Tom's Love Letters                 | Picture making   | Os usuários projetam cartões de dias dos namorados com as fotos de Tom e Angela e textos personalizados. |
| 2012 | Tom Loves Angela                   |                  | [ 19 ] |
| 2012 | Talking Ginger                     |                  | Concentra-se nas habilidades e nos hábitos de dormir. |
| 2012 | Talking Angela                     |                  | Interaja com Angela na cidade de Paris. |
| 2013 | Talking Ginger 2                   |                  | Interaja com Ginger em seu aniversário. O aplicativo foi originalmente intitulado "Aniversário de Ginger" até abril de 2014.                                                                                   |
| 2013 | My Talking Tom                     | Animal virtual   | Este aplicativo interativo vê os usuários criar o próprio Tom de um gatinho para um gato completamente desenvolvido, cuidando dele e personalizando sua pele, roupas e casa.                                   |
| 2014 | My Talking Angela                  | Animal virtual   | [ 27 ] |
| 2015 | Talking Tom Jetski                 | Corrida          | Tom e Angela viajam em Jetski e viajam na água. |
| 2015 | Talking Tom Bubble Shooter         | Bubble shooter   | Um jogo baseado no gênero puzzle bobble com Talking Tom, Talking Angela e Talking Hank, que faz sua estreia nos aplicativos do Talking Tom depois de aparecer pela primeira vez no show Talking Tom & Friends. |
| 2016 | Talking Tom Gold Run               | Corrida          | Um jogo de corrida onde Tom ou Angela (e mais tarde Ginger, Hank e Ben) devem tentar recuperar ouro, roubado por um guaxinim.                                                                                  |
| 2017 | My Talking Hank                    | Animal virtual   | [ 32 ] [ 33 ] |
| 2017 | Talking Angela Color Splash        | Match-3          | [ 34 ] |
| 2017 | Talking Tom Pool                   | Estratégia       | Organize e execute lutas de água entre os campos. |
| 2018 | Talking Tom Camp                   | Estratégia       | |
| 2018 | Talking Tom Jetski 2               | Corrida          | |
| 2018 | My Talking Tom 2                   | Animal Virtual   | |
| 2020 | My Talking Tom: Friends            | Animais Virtuais | Cuide do Talking Tom e seus amigos de uma vez só |

### Em outras mídias
A marca Talking Tom e Friends expandiu-se para além do entretenimento de segunda tela nos anos desde seu lançamento em 2010. Existe agora uma mercadoria de marca, vídeos de música do YouTube, e webséries animadas.
Talking Tom e Friends lançaram uma série de brinquedos interativos chamados Superstar em 2012. Os brinquedos de pelúcia conversam e interagem com múltiplos aplicativos do Talking Tom and Friends, bem como uns com os outros, usando um sistema de reconhecimento de voz avançado.

## Recepção
My Talking Tom teve mais de 11 milhões de downloads e foi o melhor aplicativo de jogos em 135 países em todo o mundo dentro de 10 dias do seu lançamento.
O canal oficial do YouTube, chamado Talking Tom and Friends, tem mais de 10,3 milhões de inscritos e 1,7 bilhões de visualizações a partir de julho de 2017.
O canal oficial do YouTube, chamado Talking Tom and Friends Brasil, a versão brasileira do canal original, tem mais de 950 mil inscritos e mais de 140 milhões de visualizações a partir de setembro de 2017.

## Na cultura popular
Talking Tom apareceu no filme de 2016 Nine Lives.

## Recepção crítica
O aplicativo My Talking Tom ganhou o prêmio de "Melhor Jogo de iPad: Kids, Education & Family" em 2014 Tabby Awards, a competição global para a melhor aplicação de tablet.
My Talking Tom também foi eleito favorito dos usuários de Tabby de 2014 em duas categorias, "Melhor Jogo de iPad: Kids, Education & Family" e "Melhor Jogo de Android: Quebra-Cabeças, Cartas & Familiar".
Os brinquedos Talking Tom e Talking Ben Talk Back ganharam o prêmio Best Girls Licensed Toy no Australian Toy Association Awards em 2012.
A série de televisão Talking Tom e Friends ganhou a Melhor Série de Animação nos Prêmios Cablefax 2016. Este anúncio é a temporada verde da série em 2017.